# Gouverneur de la Rhodésie du Nord
Le gouverneur colonial de la Rhodésie du Nord est le représentant de la couronne britannique en Rhodésie du Nord, situé dans l'actuelle Zambie.

## Histoire
Le poste de Gouverneur de Rhodésie du Nord est mis en place le 20 février 1924, quand le Conseil de Rhodésie du nord de 1924 a été adopté :
« A la place de l'administrateur dont la nomination est prévue par le décret en conseil de la Rhodésie du Nord de 1911, il y aura un gouverneur et un commandant en chef en Rhodésie du Nord... »

## Gouverneurs de Rhodésie du Nord (1924–1964)
| Portrait | Nom (Naissance-Décès)                           | De                 | A                 | Détails                |
| -------- | ----------------------------------------------- | ------------------ | ----------------- | ---------------------- |
|          | Sir Herbert Stanley (1872–1955)                 | 1er avril 1924     | 25 juillet 1927   |                        |
|          | Richard Allmond Jeffrey Goode (1873–1953)       | 25 juillet 1927    | 31 août 1927      | Gouverneur intérimaire |
|          | Sir James Maxwell (1869–1932)                   | 31 août 1927       | 1er décembre 1932 |                        |
|          | Sir Ronald Storrs (1881–1955)                   | 1er décembre 1932  | 7 janvier 1935    |                        |
|          | Major Sir Hubert Winthrop Young (1885–1950)     | 7 janvier 1935     | Juillet 1938      |                        |
|          | Sir John Maybin (1889–1941)                     | 1er septembre 1938 | 9 avril 1941      | Mort en poste          |
|          | William Marston Logan (1889–1968)               | 9 avril 1941       | 16 octobre 1941   | Gouverneur intérimaire |
|          | Sir John Waddington (1890–1957)                 | 16 octobre 1941    | 16 octobre 1947   |                        |
|          | Robert Christopher Stafford Stanley (1899–1981) | 16 octobre 1947    | 19 février 1948   | Gouverneur intérimaire |
|          | Sir Gilbert Rennie (1895–1981)                  | 19 février 1948    | 8 mars 1954       |                        |
|          | Alexander Thomas Williams (1903–1984)           | 8 mars 1954        | 25 mai 1954       |                        |
|          | Sir Arthur Benson (1907–1987)                   | 25 mai 1954        | 22 avril 1959     |                        |
|          | Sir Evelyn Dennison Hone (1911–1979)            | 22 avril 1959      | 24 octobre 1964   |                        |